# Warzęcha żółtodzioba
Warzęcha żółtodzioba (Platalea flavipes) – gatunek dużego ptaka wodnego z rodziny ibisów (Threskiornithidae). Zamieszkuje Australię, niekiedy obserwowany także w Nowej Zelandii. Nie jest zagrożony. Nie wyróżnia się podgatunków.

## Morfologia
Wygląd
Brak dymorfizmu płciowego. Ptak jest cały biały, na ogonie ma kilka cienkich pasemek czarnych piór. Upierzenie piersi jest cienkie i napuszone. Dziób ma kolor żółtokremowy, na końcu, tam gdzie jest spłaszczony, żółty przechodzi w szary. Nogi mają kolor jak dziób, skok i szczątkowe błony pławne są szare, pazury czarne. Warzęcha żółtodzioba posiada także szarą skórę na bokach głowy.
Wymiary
- długość ciała: 76–91 cm[6]
- masa ciała: 1,8–1,9 kg[4]
- rozpiętość skrzydeł: około 140 cm[7]

## Etymologia nazwy
Nazwa łacińskaPlatalea to jej nazwa rodzajowa. Drugi człon nazwy – flavipes – pochodzi od łacińskiego słowa flavus, które oznacza żółty.
Nazwa angielskaPierwsza część nazwy – yellow-billed – oznacza, tak jak po polsku, żółty dziób. Wyrazy beak i bill to angielskie synonimy, oba oznaczają ptasi dziób. Druga część nazwy – spoonbill – oznacza warzęchę.
Nazwa polskaPierwsza część nazwy – warzęcha – to nazwa rodzajowa, a określenie żółtodzioba oznacza żółty dziób, charakterystyczną cechę tego ptaka.

## Biotop
Jej naturalne biotopy to słodkowodne bagna, zapory wodne, laguny, a czasami suche pastwiska. Bardzo rzadka na słonych mokradłach.

## Pożywienie
Żywi się owadami wodnymi i ich larwami. W dziobie ma wiele detektorów wibracyjnych, zwanych brodawkami, na wewnętrznej stronie spłaszczonej części dzioba. Mogą czuć zdobycz pozycji nawet w ciemnych lub brudnych wodach, w dzień lub w nocy. Ma słabszy zmysł dotyku niż warzęcha królewska.

## Lęgi
Gniazduje w koloniach, często z innymi ptakami wodnymi, takimi jak ibisy czy warzęchy królewskie. Buduje swoje gniazdo w szuwarach lub w rozwidleniu konarów drzew. Gniazdo to płytka platforma zbudowana z patyków, sitowia i trzcin. W lęgu zwykle 3–4 jaja koloru białego. Obie płci inkubują jaja, co trwa około 3 tygodnie, a potem opiekują się młodymi.

## Status
IUCN uznaje warzęchę żółtodziobą za gatunek najmniejszej troski (LC, Least Concern) nieprzerwanie od 1988 roku. Zasięg występowania szacuje się na ok. 4,7 mln km². BirdLife International ocenia trend liczebności populacji jako stabilny, ale fluktuujący ze względu na wahania powierzchni podmokłych siedlisk w kolejnych latach (tzn. lata suchsze – mniejsza liczebność ptaków, wilgotniejsze – większa).